# Ekonomia
Ekonomia – nauka społeczna analizująca oraz opisująca produkcję, dystrybucję oraz konsumpcję dóbr i usług. Nie jest nauką ścisłą, lecz posługuje się aparatem matematycznym (głównie metody ilościowe).
Słowo „ekonomia” wywodzi się z języka greckiego οικονομία i tłumaczy się jako οἰκος (oikos), co znaczy „dom” i νόμος (nomos), czyli „prawo, reguła”. Starożytni Grecy stosowali tę definicję do określania efektywnych zasad funkcjonowania gospodarstwa domowego.

## Podstawowe zagadnienia ekonomii
Ekonomia jest nauką o tym, jak jednostka i społeczeństwo decydują o wykorzystaniu zasobów (wszystkich, gdyż wszystkie zasoby mają alternatywne zastosowanie i z definicji są w niedoborze) – które mogą mieć także inne, alternatywne zastosowania – w celu wytwarzania różnych dóbr i rozdzielania ich na konsumpcję obecną lub przyszłą pomiędzy różne osoby i różne grupy w społeczeństwie.
Termin ekonomia pochodzi z greckiego οίκος (oikos) – dom i νομος (nomos) – prawo, reguła. Pierwszy raz pojawia się u Ksenofonta – taki tytuł nosi jedno z jego dzieł. Starożytni przez to słowo rozumieli zasady prowadzenia gospodarstwa domowego. Inna szkoła mówi, że słowo ekonomia jest połączeniem słów oikos – dom, gospodarstwo domowe i nomeus – człowiek, który zarządza, przydziela. Czasownik oikonomeo oznacza więc kierowanie domem. Ksenofont rozumiał oikonomikos jako kierowanie gospodarstwem domowym.
Jednym z podstawowych pojęć ekonomii jest rzadkość dóbr. Niemal wszystko jest rzadkie: żadna ilość dóbr nie jest w stanie całkowicie usatysfakcjonować społeczeństwa, bez względu na stopień zamożności każdy chce mieć więcej. Ekonomia nazywa ten stan nieograniczonością potrzeb ludzkich. Przedmiot zainteresowania ekonomii częściowo pokrywa się z zagadnieniami badanymi w ramach innych nauk społecznych, ale ekonomia zajmuje się głównie relacjami zachodzącymi między kupującym a sprzedającym oraz analizą rynku.
W ekonomii istnieje wiele nurtów badawczych (szkół), opartych na różnych założeniach co do funkcjonowania gospodarki i natury człowieka. Wyróżnia się między innymi:
- ekonomię behawioralną
- ekonomię instytucjonalną
- ekonomię rozwoju
- ekonomię neoklasyczną
- szkołę austriacką
- ekonomię ekologiczną
- keynesizm
- szkołę markistowską
- teorię MMT

## Działy ekonomii
Tradycyjnie ekonomię dzieli się na mikroekonomię, która zajmuje się tym, w jaki sposób gospodarstwa domowe i przedsiębiorstwa podejmują decyzje i jak współdziałają na konkretnych rynkach, oraz na makroekonomię, która skupia swoją uwagę na badaniu całej gospodarki.
Dzisiaj ekonomiści, uwzględniając oddziaływanie handlu zagranicznego i wzajemne powiązania gospodarcze na świecie, wyróżniają również dodatkowo, jako działy ekonomii, międzynarodowe stosunki gospodarcze – zajmujące się uwzględnieniem wpływu międzynarodowej wymiany handlowej na gospodarkę państwa oraz gospodarkę światową – dział ekonomii zajmujący się gospodarką całego świata jako jednego organizmu.
Pod pojęciem ekonomii pozytywnej rozumie się stwierdzenia będące naukowym i obiektywnym wyjaśnieniem funkcjonowania gospodarki (na przykład do ekonomii pozytywnej należy stwierdzenie „Dwukrotne zwiększenie opodatkowania wyrobów tytoniowych spowoduje spadek ich konsumpcji”), natomiast sądy ekonomiczne oparte na subiektywnym systemie wartościowania określane są mianem ekonomii normatywnej (przykładowo „Rząd polski powinien prowadzić politykę mającą na celu obniżenie poziomu konsumpcji wyrobów tytoniowych”).
Obok ekonomii pozytywnej i normatywnej wyróżniamy także pojęcie sztuki ekonomii, które dotyczy zagadnień polityki. Sztuka ekonomii wiąże naukę ekonomii z ekonomią normatywną i stawia następujące pytania: Jeśli takie są czyjeś cele normatywne (ekonomia normatywna) i jeśli tak funkcjonuje gospodarka (ekonomia pozytywna), to jak można najlepiej osiągnąć te cele (sztuka ekonomii)?
Za dziedziny ekonomii można też uważać historię gospodarczą oraz geografię ekonomiczną.